# شینیچیرو ساوای
شینیچیرو ساوای (انگلیسی: Shinichiro Sawai؛ (زادهٔ ۱۶ اوت ۱۹۳۸ – درگذشتهٔ ۳ سپتامبر ۲۰۲۱) کارگردان فیلم اهل ژاپن بود. او در سال ۱۹۸۶ برنده جایزه آکادمی فیلم ژاپن به عنوان بهترین کارگردان سال شد.